# اليوم العالمي للحليب
يوم العالمي للحليب (بالإنجليزية:World Milk Day) هو اليوم الذي وضعته منظمة الأغذية والزراعة (بالإنجليزية:Food and Agriculture Organization) التابعة للأمم المتحدة للاعتراف بأهمية الحليب كغذاء عالمي. ويحتفل فيه في الأول من شهر يونيو من كل عام منذ عام 2001. ويهدف اليوم لإعطاء فرصة للفت الانتباه إلى الأنشطة التي ترتبط مع صناعة الحليب.

## التاريخ
عقد يوم الحليب العالمي لأول مرة من قبل منظمة الأغذية والزراعة في عام 2001. اختير يوم 1 يونيو يوم عالمي بسبب أن العديد من البلدان يحتفلون بالفعل بيوم الحليب خلال ذلك الوقت من السنة.

## روابط خارجية
- الرسمي لمنظمة الأغذية والزراعة